# Solberga kloster
Solberga var ett nunnekloster inom cisterciensorden och beläget vid den så kallade Korsbetningen söder om Visby ringmur på Gotland. Det varade mellan 1246 och 1404. Klostrets nunnor flyttade samma, eller följande år in till Visby där de fortfarande omnämndes 1523.  

## Historik
I ett brev från biskop Lars i Linköping daterat 12 augusti 1246, framgår att denne översänt "Christi tjänarinnor, nunnorna" av cisterciensierorden till Gotland. Strax sydost om Söderport började man bygga en korsformig kyrka, med förebild i Vreta klosters i Östergötland kor. Det gör det högst sannolikt att Vreta är moderkloster för Solberga. Eftersom Solberga var Gotlands enda nunnekloster så är det med största säkerhet dit kvinnorna sändes. 
Solberga var en stor klosteranläggning med många nunnor under 1200- och 1300-talen. Omedelbart norr om klostrets område begravdes de som stupade 1361 i striden mot danskarna utanför Visby murar och ett minneskors restes, vilket ännu står kvar på Korsbetningen.
Klostret förestods av en priorinna ända fram till 1435. 1456 nämns för första gången en abbedissa. En priorinna, Christina Wippervorde, omtalas 1387 då klostret alltså ännu var i stånd. Förmodligen har klostret skadats i stridigheterna mellan Tyska Orden och unionsstyrkorna åren 1398–1404, för 1404 vände sig abbedissan och tolv nunnor, det antal som krävdes för att grunda ett kloster, till högmästaren i Preussen för att söka få hjälp. Till dem överläts då istället S:t Jacobs kapell i Visby, till vars klosterannex de samma år eller strax därefter inflyttade. I utbyte mot S:t Jacobsanläggningen lämnade nunnorna de demolerade byggnaderna vid Solberga, vilka snabbt nedbröts för byggnation av först Tyska ordens representationsbyggnad på Stora torget (det senare rådhuset) och därefter Visborg slott.
År 1435 fick nunnorna i S:t Jacob, som fortfarande kallades Solbergas nunnor, trots att de ej längre bodde på Solberga, ett delaktighetsbrev utfärdat av Sko kloster. Solbergas nunnor flyttade efter år 1469 sannolikt till S:ta Gertrud i samma stad. Deras antal som nunnor hade då minskat.
Vid arkeologiska utgrävningar under 1900-talet har rester av klosterkyrkan påträffats. Dess grund hade formen av ett grekiskt kors. Likaså har man återfunnit de massgravar som grävdes vid Korsbetningen 1361.
Diskussioner om var klostret egentligen varit beläget har förekommit. Ett flertal äldre urkunder nämner "Mons Solis in Wisby" – Solberga i Visby, vilket tolkats som att klostret låg innanför stadsmuren. I Birgitta Knutsdotters gåvobrev 1349, nämns klostret som "circa Wysby", alltså i närheten av Visby. Någon som helst tvekan om dess rätta läge råder ej längre.